# Sherman Mills Fairchild
Sherman Mills Fairchild (* 7. April 1896 in Oneonta, Bundesstaat New York; † 28. März 1971) war ein US-amerikanischer Flugzeugkonstrukteur und Industrieller.
Im Laufe seines Lebens gründete er über 70 Unternehmen, darunter Fairchild Aircraft, Fairchild Industries, Fairchild Aviation Corporation und Fairchild Camera and Instrument. Fairchild Semiconductor, bei dem er das benötigte Startkapital beisteuerte, spielte eine wichtige Rolle bei der Entwicklung der Mikroelektronik in den 1960er Jahren.

## Leben
Er studierte an der Harvard University, der University of Arizona sowie der Columbia University vor allem Fächer im Umfeld der Luftbildfotografie. 
Als Einzelkind aufgewachsen, konnte er mit der Unterstützung durch seinen wohlhabenden Vater, einem Uhren- und Rechenmaschinen-Hersteller, schon früh selbstständig seine Ideen in die Realität umsetzen.
Fairchild war zu Anfang mit der Entwicklung von Kameras für Luftbildaufnahmen für militärische Zwecke befasst. Das Militär verlor aber infolge des Endes des Ersten Weltkrieges das Interesse an seinen Arbeiten.
Er führte diese jedoch fort und stellte 1920 die erste Kamera vor, die exakte Luftaufnahmen für die Erstellung von Landkarten ermöglichte.
Bis Mitte der 1920er Jahre machte er Luftaufnahmen von New York und Kanada. Letztere waren von großem Nutzen für die Erfassung der für die Holzgewinnung geeigneten kanadischen Waldgebiete.
Während seiner weiteren Arbeiten stellte er fest, dass die seinerzeit verwendeten Doppeldecker für die genaue Luftfotografie nicht besonders gut geeignet waren. Dies veranlasste ihn, eine Flugzeugbaufirma zu gründen, die für seine Zwecke besser nutzbare Flugzeuge entwickeln sollte.
Fairchilds Liste von Entwicklung ist sehr umfangreich. Insgesamt erhielt er über 30 Patente für seine Erfindungen. Sein Unternehmen gehörte ab Mitte der 1920er-Jahre zu den führenden US-amerikanischen Flugzeugherstellern. Im Jahr 1927 brachte er mit der Fairchild FC-2 das erste Monoplane-Flugzeug auf den Markt, das
- eine beheizbare Kabine besaß und zudem
- das erste Passagierflugzeug war, das speziell für die Anforderungen von Fluggesellschaften entwickelt wurde.

Von der Fairchild FC-2 und der aus ihr abgeleiteten Fairchild 71 wurden zwischen 1927 und 1930 mehr als 250 Exemplare ausgeliefert.

## Sherman Fairchild Foundation
Die Sherman Fairchild Foundation wurde von Fairchild 1955 gegründet. Der Fokus der Stiftung liegt auf höherer Bildung sowie Kunst und Kultur. Zu den Projekten der Stiftung gehört das Fairchild Scholars Program, mit dem Aufenthalte für Gastwissenschaftler am Caltech finanziert werden, die unter anderem mit Stipendien und Unterkunft unterstützt werden.

## Fairchild-Flugzeuge
Unvollständige Liste der Flugzeugtypen des Herstellers (in Klammern: Bezeichnung der Militär-Versionen)
- 1927 Fairchild FC-2 (Fairchild C-96)
- 1928 Fairchild 71 (Fairchild C-8)
- 1932 Fairchild 24 (Fairchild UC-61 Forwarder)
- 1939 Fairchild M62 (Fairchild PT-19 Cornell)
- 1944 keine Zivilversion (Fairchild C-82 Packet)
- 1947 keine Zivilversion (Fairchild C-119 Flying Boxcar)
- 1950 Fairchild XC-120 Modifizierte Fairchild C-119 mit wechselbarem Rumpf. Prototyp, es wurde nur ein flugtaugliches Model für die US Air Force gebaut.
- 1949 keine Zivilversion (Fairchild C-123 Provider)
- 1955 Fairchild F-27 Friendship, ein Lizenzbau der Fokker F-27 Friendship
- 1972 keine Zivilversion (Fairchild-Republic A-10 Thunderbolt II)
- 1981 keine Zivilversion (Fairchild Swearingen Metro III)
- 1998 Fairchild Dornier 328JET, siehe Dornier 328